# Dar Asiab
 (juin 2018).
Dar Asiab (en persan : دراسياب romanisé en Dar Āsīāb et également connu sous le nom de Do Āsīāb) est un village de la province du Golestan en Iran. Lors du recensement de 2006, sa population était de 214 habitants pour 78 familles.